# Інститут міжнародної економіки Петерсона

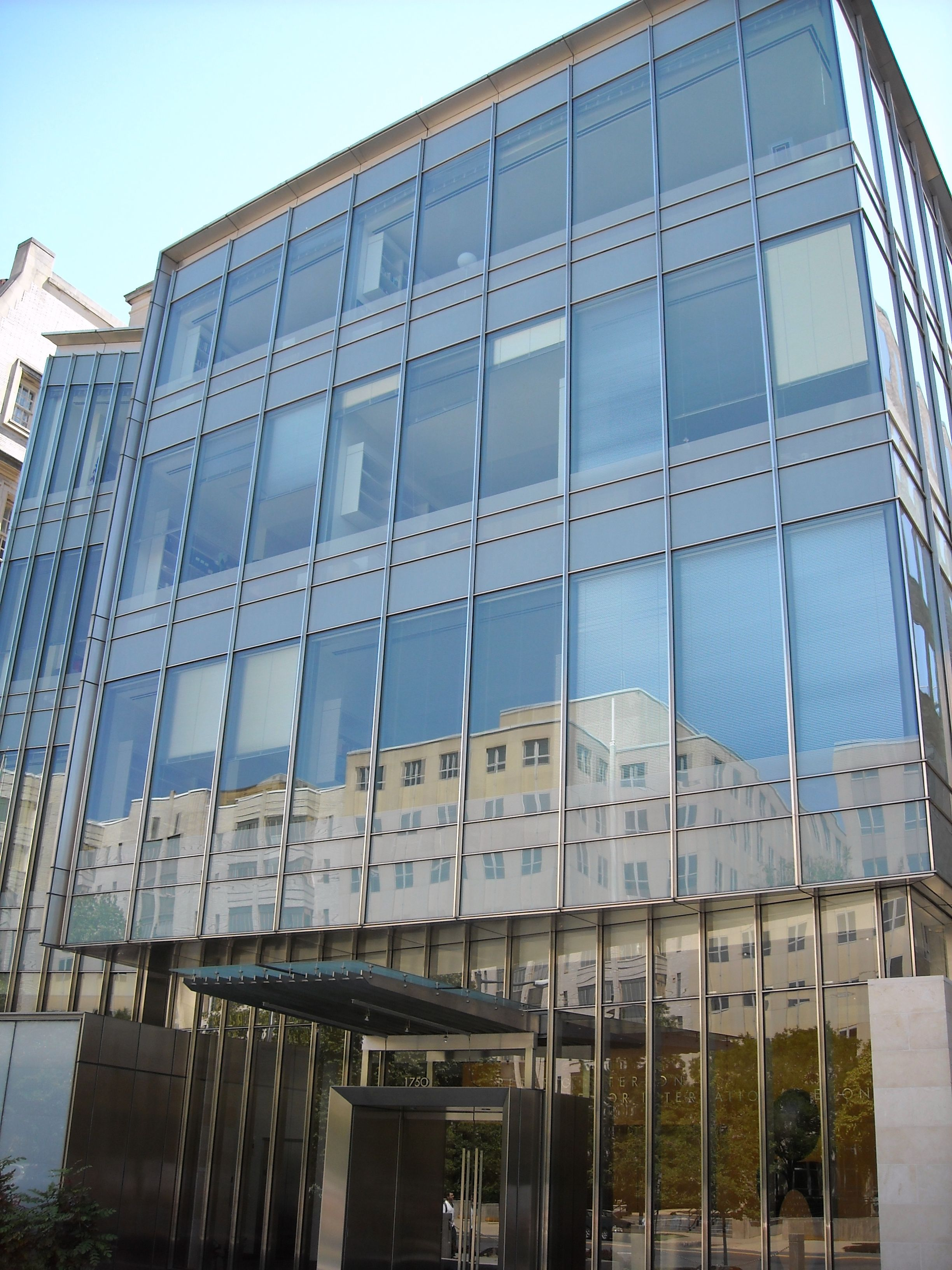
Будівля Інституту міжнародної економіки Петерсона у Вашингтоні

Інститу́т міжнаро́дної еконо́міки Пе́терсона (англ. Peterson Institute for International Economics) — приватний некомерційний незалежний дослідний інститут, створений для вивчення міжнародної економічної політики в США. Займається економічним аналізом, проблемою глобалізації, перспективним прогнозуванням. Відома робота інституту «Запобігання апокаліпсису (дві Кореї)». Річний бюджет інституту — 6 млн дол.
Інститут займає перше місце як провідний мозковий центр у світі в галузі міжнародної економіки в мозкових центрах і цивільних програмах.